# Letterio Subba
Letterio Subba (Messina, 1787 – Messina, 11 gennaio 1868) è stato un pittore italiano.

## Biografia
Nato a Messina nel 1787, ricevette un'educazione rigidamente accademica, inizialmente a Napoli, poi a Roma e Firenze. Nel corso della sua permanenza a Roma, dipinse due quadretti di interni raffiguranti il primo, L'interno dello studio del Canova (dipinto sul luogo) mentre scolpiva Teseo, del 1819, (ora nel museo regionale di Messina) e il secondo L'interno dello studio di Thorwaldsen quando modella le tre grazie, andato perduto. Fu anche un ottimo acquarellista ed un valido incisore.
Nel 1823 fece ritorno a Messina, grazie al prestigio di cui godeva, venne autorizzato dal municipio messinese ad aprire una scuola di disegno e di pittura presso la Regia Accademia Carolina. Successivamente, venne nominato, dal governo borbonico, direttore della Scuola di belle Arti dell'Università, frequentata da un'intera generazione di artisti messinesi.
Nel 1834, insieme con il fratello Francesco, realizzò la statua di bronzo di Francesco I delle Due Sicilie, distrutta e fusa dallo stesso Letterio nei moti del 1848 per farne delle palle di cannone. Sempre in quegli anni, dipinse alcuni acquerelli legati alla Guerra d'indipendenza greca, aventi un preciso intento patriottico.
Progettò, nel 1844 (dirigendone anche i lavori di costruzione), il Teatro Mandanici di Barcellona Pozzo di Gotto.
Nel 1848, il Subba partecipa alla Rivolta di Messina, fallita la quale è costretto a riparare a Malta. Durante l'esilio maltese, la direzione della Scuola di belle Arti messinese è affidata a Michele Panebianco.
Ottenuta la grazia, nel 1854 fece rientro a Messina, dove continuò a lavorare alacremente fino alla sua morte avvenuta in Messina l'11 gennaio 1868.

## Opere
Gran parte della produzione del Subba è andata perduta nel corso dei tragici eventi legati al terremoto di Messina del 1908. La produzione fu sempre in linea con i canoni del romanticismo storico. Tra le opere che vanno segnalate:
- XIX secolo, Dafni cieco improvvisa fra i pastori, dipinto, opere proveniente dalla collezione di Agostino Gallo e custodito nella Galleria regionale della Sicilia di Palermo.
- 1830, La Dea Calipso che accoglie Telemaco, dipinto, opera custodita nel Museo regionale di Messina.
- XIX secolo, Amore e Pizia, dipinto, opera custodita nel Museo regionale di Messina.
- XIX secolo, Orione fondatore di Messina e le ninfe Lapizia e Fetusa ricevono da Orione la prima lepre uccisa, dipinto, opera custodita nel Museo regionale di Messina.
- XIX secolo, Istituzione della Compagnia dei verdi, dipinto, opera custodita nel Museo regionale di Messina.

Letterio Subba si dedicò alla produzione di opere di carattere religioso, come:
- 1828, Madonna con il Bambino, dipinto, opera custodita presso il duomo di Sant'Agata di Alì.
- 1828, Santi e Buon Pastore, dipinto, opera custodita presso il duomo di Sant'Agata di Alì.
- 1837, La Vergine Maria che salva Messina dal colera, affresco perduto nel terremoto del 1908, se ne conserva ancora il bozzetto, opera documentata nel basilica cattedrale protometropolitana della Santa Vergine Maria Assunta di Messina.[1]
- 1837, L'Addolorata, dipinto, opera custodita nel Museo regionale di Messina.
- 1840, La Maddalena ai piedi di Gesù, dipinto, opera custodita nel Museo regionale di Messina.
- 1848c., Ciclo, affreschi raffiguranti San Paolo predicante, San Paolo dal profeta Anania e San Paolo rapito al terzo cielo, opere realizzate durante l'esilio maltese, presenti nella navata centrale della collegiata di San Paolo Naufrago di La Valletta.[2]
- XIX secolo, Natività della Vergine, dipinto, opera custodita nel Museo regionale di Messina.
- XIX secolo, Ambasceria dei Messinesi alla Vergine, dipinto, opera custodita nel Museo regionale di Messina.

Nel corso della sua vita, Subba realizzò alcune sculture:
- XIX secolo, Statua di bronzo di Francesco I delle Due Sicilie, opera distrutta nel corso della Rivolta di Messina del 1848.
- XIX secolo, Saturno ed il Genio Mamertino, opera distrutta dal terremoto del 1908.
- 1860, Scilla, copia della omonima scultura di Giovanni Angelo Montorsoli della Fontana del Nettuno di Messina.

Letterio Subba curò il restauro del grande affresco con l'ultima cena di Alonzo Rodriguez, proveniente dal refettorio del convento di Santa Maria di Gesù Inferiore e custodito nella sala della Giunta del Municipio di Messina.